# Pistola Lake
Pistola Lake är en sjö i Bolivia.   Den ligger i departementet Santa Cruz, i den centrala delen av landet, 400 km nordost om huvudstaden Sucre. Pistola Lake ligger 200 meter över havet. Arean är 34 kvadratkilometer. Den sträcker sig 8,7 kilometer i nord-sydlig riktning, och 6,9 kilometer i öst-västlig riktning.
Runt Pistola Lake är det mycket glesbefolkat, med 2 invånare per kvadratkilometer.